# ファンタジックチルドレン
『ファンタジックチルドレン』（FANTASTIC CHILDREN）は、日本アニメーション制作による日本のテレビアニメ。2004年10月4日から2005年3月28日までテレビ東京系列で放送された。全26話。

## 概要
本作は、原作・キャラクターデザイン・監督を務めたなかむらたかしと日本アニメーションの企画によるオリジナル作品。なかむらは『AKIRA』の作画監督や『未来警察ウラシマン』『世界名作劇場ピーターパンの冒険』のキャラクターデザイン、『パルムの樹』『ハーモニー』の監督などで知られる日本を代表するアニメーターで、彼にとってはこれが初のテレビアニメ監督作品となる。
美術監督としてスタジオジブリで背景や美術を担当した山本二三が、音楽に戸川純とともに音楽ユニット・ゲルニカで活動し、アニメのほか映画やテレビドラマなどの劇伴も数多く手掛ける上野耕路が参加している。
昔懐かしい謎と冒険のジュブナイル作品のティストを持った、少年少女も楽しめる本格的で正統なファンタジックアドベンチャーを目指した作品で、放映前の番組宣伝でも「胸踊る冒険ファンタジー」というキャッチコピーが使われていた。しかし、結果的には「謎が謎を呼ぶ幻想ミステリー」といった不思議な雰囲気の作品が出来上がった。冒険活劇でありながらSF、ファンタジー、ミステリー、ラブストーリー、愛憎劇、政治劇といった様々な要素を盛り込み、転生というテーマを伏線を張り巡らせた謎の多い展開の中に描いていている。

## あらすじ
時は2012年、南の島・パパン島で両親と暮らす少年・トーマは、ある日島の遺跡でヘルガという少女と出会う。無口で、どことも知れぬ場所の絵を描いては、そこに行きたいと言う彼女の願いに、トーマはヘルガを慕う少年・チットと共に、ヘルガを“行きたい場所”へ連れていこうとする。
同じ頃、謎の黒衣の少年少女たちが、ある一人の人物を探していた。"ベフォールの子供たち"と呼ばれる彼らは、何十年かおきに世界各地に現れ、長い年月の間、ティナという女性を追い続けていた。
少年少女の連続失踪事件を追う刑事・クックスは、捜査の過程で"ベフォールの子供たち"の存在に辿り着く。
追い求めるほどに深まる子供たちの謎、不可解な現象、そして現れる謎の青年。一体、失踪した子供たちにどんな秘密が隠されているのか...

## 登場人物
（ ）は2012年時点での地球人としての年齢、〔 〕はティナを巡る惨劇が起こった時のギリシア人としての年齢、〈 〉は2012年時点でのギリシア人としての年齢を示す。

### 主要人物
トーマ
声 - 皆川純子
両親と共にパパン島で暮らす少年（11歳）。パパン拳法の達人。遺跡でヘルガと出会い、彼女の不思議な雰囲気に惹かれ、彼女の行こうとしている場所を一緒に探すことになる。
セス
声 - 後藤哲（少年時代 - 進藤尚美）
トーマの前世の姿。ティナの幼なじみで婚約者である青年〔20歳〕。ソランとは親友。
ヘルガ
声 - 河原木志穂
本作の主人公。児童施設に預けられている少女（11歳）。無口で物静か。自分の心に不思議な世界を抱いており、そこへ行こうとチットと施設を抜け出したところ、トーマと出会う。
ティナ
声 - 河原木志穂
ヘルガの前世の姿。惑星ギリシアの王女〔15歳〕。タイタスの一人娘でデュマの姉。性格は明るいが、お転婆で少し気が強い面がある。
セラフィーヌ
声 - 河原木志穂
ヘルガの前世の姿。1859年生まれ。ヘルガが描くのと同じ絵を描き続けた画家。1901年、ベフォールの子供たちが一足遅れで探し当てる前にクレルモン療養施設で亡くなる。
クリスティーナ
声 - 河原木志穂
ヘルガの前世の姿。1721年生まれ、1759年没。孤児院で子供たちの面倒を見ており、ヘルガが描くのと同じ絵を刺繍したハンカチを子供たちに渡していた。
チット
声 - 小林希唯
ヘルガと同じ施設に暮らす少年（8歳）。ヘルガとは仲が良く、彼女と一緒に施設を抜け出して捕まりそうになったところをトーマに助けられ、それ以降はトーマとも行動を共にする。

### ベフォールの子供たち
1478年からの500年間、前世の記憶を保ったまま同じ姿で転生を繰り返し、歴史の中に幾度も現れる白髪碧眼の謎めいた子供たち。
アギ / イアン
声 - 浦田優
真面目でリーダー的な存在である少年（11歳）。本来の使命と現世の家族の挟間で、思い悩んでいる。2012年時点での地球人名はイアン。
ソレト / フロー
声 - 高口幸子
冷静で仲間思いな性格の少女（11歳）。アギのことが気になるらしい。2012年時点での地球人名はフロー。
ヒースマ / トーマス
声 - 原沢勝広
ギリシアへ帰ることを強く願っている少年（11歳）。鼻が高い。冷淡かつ皮肉屋で自信家。2012年時点での地球人名はトーマス。
ハスモダイ / テオ
声 - 松本さち
繊細で大人しい性格の少年（11歳）。2012年時点での地球人名はテオ。
タルラント / カリエ
声 - 矢口アサミ
子供っぽいところがあるがしっかり者な少年（11歳）。ベフォールの子供たちのペット・ワンダーの製作者。2012年時点での地球人名はカリエ。
メル
声 - 坂本真綾
1901年にクレルモン療養施設でデュマに捕まり、脱落する。パルザとは恋人同士だった。
ゲルタ・ホークスビー
声 - 甲斐田ゆき（少女時代 - 坂本真綾）
メルの転生した姿。ゲド機関の責任者。1985年、25歳の時にデミアンと出会い、フラグメントの記号を解読して謎の機械を作った。
デミアンになぜか強い恐怖をいだき、またルーゲンに少女時代から強い関心をいだき続ける。
パルザ
声 - 鈴木千尋
最初に脱落する。メルとは恋人同士だった。
コンラート・ルーゲン
声 - 鈴木千尋（少年時代 - 進藤尚美）
脱落時のパルザ。もとはパルザとしての記憶を保っていたが、1853年に他の子供たちとの同行を拒否してルーゲン家の家族の許にとどまり、記憶を失う。25歳の時から物理学者への道を歩んで、1896年にX線を発見する。

### 刑事
クックス
声 - 辻親八
州警察の刑事。元は失踪したフローの捜索が任務であったが、それにからんで脱線気味にベフォールの子供たちについて調べ回っている。新聞記者だった祖父が子供たちと関わって彼らの写真を残し、またフラグメントを見つけていた。
アリス・ホリンワース
声 - 住友優子
連邦警察本局の監査報告員。クックスにつきあわされて相棒になる。

### ゲド機関
ラドクリフ
声 - 松山鷹志
クックスの祖父からフラグメントを入手し、その謎の解明のためゲド機関を設立した科学者。ベフォールの子供たちの謎を追い続けた末に錯乱し、機関を追われた。
キルヒナー
声 - 成田剣
シベールの兄。3年前に事故で死亡したことにされていたが、実はゲド機関の実験によって年老いた姿になっていた。機関から逃げ出して妹・シベールの前に現れる。
デュマ / デミアン
声 - 花輪英司
ティナの異父弟である少年〈18歳〉。惑星ギリシアより姉・ティナを探しに父・ゲオルカと共に地球へやって来た。地球人の間ではデミアンと名乗る。
ゲド機関の影の実力者で、王室保安局に属し、皇太子と親しくしている。

### 惑星ギリシアの人々
ソラン
声 - 羽多野渉（少年時代 - 皆川純子）
王宮を警護する近衛兵の隊長を務める青年。幼い頃、迷子になったティナを助けた。5歳の頃、反乱軍の砲撃で重傷を負い、左半分が義手義足仮面の身となる。
タイタス
声 - 大木民夫
ティナの父。惑星ギリシアの王。
ゲオルカ
声 - 小村哲生
タイタスの弟。ティナの叔父でデュマの父。タイタスに対して反乱を起こす。
ゴトー
声 - 上別府仁資
セスの父。タイタスの重臣。
レダ
声 - 浅野まゆみ
ティナとデュマの母。ティナは母が自分の幼少時に死んだと聞かされていたが、実はタイタスと別れた後にゲオルカと再婚してデュマを生んでいた。

### その他の人物
とうちゃん
声 - 大川透
トーマの父（42歳）。パパン寺院の住職で、パパン拳法の達人。あまり表情を表に出さないが、実は恐妻家。
かあちゃん
声 - 甲斐田ゆき
トーマの母（36歳）。ナツナ島で占い師をしているが、的中率は不明。
ベル
声 - 天神有海
イアンの妹。
院長
声 - 平田広明
ヘルガとチットが暮らす児童施設「チカオ児童学園」の院長。施設を何度も抜け出す2人に手を焼き、そのたびに連れ戻そうとするが、たまたまゲド機関の妨害を受けたのを機に2人のことを放棄する。
シベール
声 - 木村亜希子
キルヒナーの妹。

## スタッフ
- 原作・監督・キャラクターデザイン - なかむらたかし
- 総作画監督 - 中村深雪
- 美術監督 - 山本二三
- 撮影監督 - 森下成一
- 色彩設計 - 佐藤真由美
- 音楽 - 上野耕路
- 音響監督 - 早瀬博雪
- エグゼクティブ・プロデューサー - 本橋浩一
- 企画 - 峯岸卓生、加藤道夫
- 製作 - 博報堂DYメディアパートナーズ、日本アニメーション、FC製作委員会
- プロデューサー - 佐藤賢一

## 各話リスト
| 話数 | サブタイトル     | 脚本                    | 絵コンテ       | 演出           | 作画監督                     | 放送日         |
| ---- | ---------------- | ----------------------- | -------------- | -------------- | ---------------------------- | -------------- |
| 1    | 闇の果てから     | 三井秀樹 なかむらたかし | なかむらたかし | 古川順康       | 中村深雪                     | 2004年10月4日  |
| 2    | 彷徨う想い       | 三井秀樹 なかむらたかし | なかむらたかし | 鏑木宏         | 丸山宏一                     | 2004年10月11日 |
| 3    | 行きたい場所     | 三井秀樹 なかむらたかし | なかむらたかし | 伊藤裕之       | 石川慎吾                     | 2004年10月18日 |
| 4    | シノン           | 三井秀樹 なかむらたかし | 古川順康       | 古川順康       | 中村深雪                     | 2004年10月25日 |
| 5    | コックリ島       | 三井秀樹 なかむらたかし | 鏑木宏         | 鏑木宏         | 丸山宏一                     | 2004年11月1日  |
| 6    | コックリ島（2）  | 三井秀樹 なかむらたかし | 伊藤裕之       | 伊藤裕之       | 青木哲朗                     | 2004年11月8日  |
| 7    | ベフォールの子供 | 三井秀樹 なかむらたかし | なかむらたかし | 西田健一       | 近藤優次 佐久間康子          | 2004年11月15日 |
| 8    | 温かい家庭       | 三井秀樹 なかむらたかし | 古川順康       | 清水健一       | 垪和等                       | 2004年11月22日 |
| 9    | オエセル         | 三井秀樹 なかむらたかし | 鏑木宏         | 鏑木宏         | 長沼範裕                     | 2004年11月29日 |
| 10   | ゲド機関         | 三井秀樹 なかむらたかし | 西田健一       | 西田健一       | 丸山宏一                     | 2004年12月6日  |
| 11   | 大切な人         | 三井秀樹 なかむらたかし | 伊藤裕之       | 鏑木宏         | 北山修一                     | 2004年12月13日 |
| 12   | 閻魔             | 三井秀樹 なかむらたかし | 杉山正樹       | 津田義三       | 佐久間康子                   | 2004年12月20日 |
| 13   | ギリシアの記憶   | 三井秀樹 なかむらたかし | 福富博         | 清水健一       | 垪和等                       | 2004年12月27日 |
| 14   | 軌跡             | -                       | -              | なかむらたかし | -                            | 2005年1月3日   |
| 15   | 追憶             | 三井秀樹 なかむらたかし | 杉山正樹       | 鏑木宏         | 長沼範裕                     | 2005年1月10日  |
| 16   | 回帰、霧の中へ   | 三井秀樹 なかむらたかし | 寺東克己       | 西田健一       | 丸山宏一 初見浩一            | 2005年1月17日  |
| 17   | ティナ           | 三井秀樹 なかむらたかし | 福富博         | 清水健一       | 北山修一                     | 2005年1月24日  |
| 18   | 惨劇             | 三井秀樹 なかむらたかし | なかむらたかし | 津田義三       | 佐久間康子                   | 2005年1月31日  |
| 19   | 誓い             | 三井秀樹 なかむらたかし | 中西伸彰       | 三家本泰美     | 牧内ももこ                   | 2005年2月7日   |
| 20   | 巡る命           | 三井秀樹 なかむらたかし | 寺東克己       | 鏑木宏         | 長沼範裕                     | 2005年2月14日  |
| 21   | デュマ           | 三井秀樹 なかむらたかし | 福田道生       | 濁川敦         | 北山修一                     | 2005年2月21日  |
| 22   | 飛来             | 三井秀樹 なかむらたかし | 福富博         | 西田健一       | 佐久間康子                   | 2005年2月28日  |
| 23   | ゲルタ           | 三井秀樹 なかむらたかし | 杉山正樹       | 津田義三       | 牧内ももこ                   | 2005年3月7日   |
| 24   | トーマの真実     | 三井秀樹 なかむらたかし | 寺東克己       | 鏑木宏         | 長沼範裕                     | 2005年3月14日  |
| 25   | ゾーンへ         | 三井秀樹 なかむらたかし | なかむらたかし | 鏑木宏         | 北山修一 佐久間康子 長沼範裕 | 2005年3月21日  |
| 26   | 終焉そして始まり | 三井秀樹 なかむらたかし | なかむらたかし | なかむらたかし | 北山修一 佐久間康子 長沼範裕 | 2005年3月28日  |

## 放送局
| 放送地域       | 放送局         | 放送期間                      | 放送日時           | 放送系列       |
| -------------- | -------------- | ----------------------------- | ------------------ | -------------- |
| 関東広域圏     | テレビ東京     | 2004年10月4日 - 2005年3月28日 | 月曜 25:00 - 25:30 | テレビ東京系列 |
| 大阪府         | テレビ大阪     | 2004年10月5日 - 2005年3月29日 | 火曜 25:30 - 26:00 | テレビ東京系列 |
| 愛知県         | テレビ愛知     | 2004年10月5日 - 2005年3月29日 | 火曜 26:28 - 26:58 | テレビ東京系列 |
| 北海道         | テレビ北海道   | 2004年10月5日 - 2005年3月29日 | 火曜 26:30 - 27:00 | テレビ東京系列 |
| 福岡県         | TVQ九州放送    | 2004年10月9日 - 2005年4月2日  | 土曜 25:55 - 26:25 | テレビ東京系列 |
| 岡山県・香川県 | テレビせとうち | 2004年10月9日 - 2005年4月2日  | 土曜 26:00 - 26:30 | テレビ東京系列 |

## 音楽作品

### 楽曲
オープニングテーマ「VOYAGE」
作詞 - 酒井ミキオ / 作曲 - 山崎ますみ / 編曲 - 江口貴勅 / 歌 - いのり
ビクターエンタテインメント、2004年11月21日発売
エンディングテーマ「水のまどろみ」
作詞 - 濱田理恵 / 作曲・編曲 - 梁邦彦 / 歌 - ORIGA
ビクターエンタテインメント、2004年11月21日発売
日本語版とロシア語版の歌詞があり、ギリシア編にはロシア語版が使われている。

### サウンドトラック
- 上野耕路『O.S.T. 〜ギリシアからの贈りもの』（ビクターエンタテインメント、2005年1月21日発売）

### 企画アルバム
- 『コックリ島のひととき〜ボラボラ様からの贈りもの』（ビクターエンタテインメント、2005年3月2日発売）
  - 音楽は上野耕路。ショート・ドラマ、BGM、ポエム・リーディング他を収録。

## 映像作品
DVDおよびVHSがバンダイビジュアルより、2005年3月25日から2005年9月23日にかけて発売された。VOL.7には約5分間の新作映像が追加されている。
| 巻数  | 発売日        | 収録話          |
| ----- | ------------- | --------------- |
| VOL.1 | 2005年3月25日 | 第1話 - 第2話   |
| VOL.2 | 2005年4月22日 | 第3話 - 第6話   |
| VOL.3 | 2005年5月27日 | 第7話 - 第10話  |
| VOL.4 | 2005年6月24日 | 第11話 - 第14話 |
| VOL.5 | 2005年7月22日 | 第15話 - 第18話 |
| VOL.6 | 2005年8月26日 | 第19話 - 第22話 |
| VOL.7 | 2005年9月23日 | 第23話 - 第26話 |

## 漫画
コミカライズ作品が『月刊コミックフラッパー』（メディアファクトリー）で連載され、MFコミックスより単行本が出版された。
- 作画：宮野将一、原案：なかむらたかし『ファンタジックチルドレン 時計じかけの旅人たち』
  1. （2004年10月23日発売）ISBN 978-4-84-010983-3
  2. （2005年4月23日発売）ISBN 978-4-84-011302-1

## ゲーム
ゲームボーイアドバンス用ソフト、発売：バンダイ、制作：インティ・クリエイツ、2005年5月19日発売。

## オエセル隊
本作の声優である河原木志穂・松本さち・はらさわ晃綺・高口幸子・浦田優・矢口アサミによる声優ユニット。2022年時点も活動を継続。